# Alexis Dziena
Alexis Gabbriel Dziena (Nova York, 8 de julho de 1984) é uma atriz norte-americana.

## Filmografia
| Filmes      | Filmes                                   | Filmes             | Filmes          |
| Ano         | Título                                   | Papel              | Notas           |
| ----------- | ---------------------------------------- | ------------------ | --------------- |
| 2010        | When in Rome                             | Joan               |                 |
| 2008        | Tenderness                               | Maria              |                 |
| 2008        | Nick e Norah: Uma Noite de Amor e Música | Tris               |                 |
| 2008        | Um Amor de Tesouro                       | Gemma Honeycutt    |                 |
| 2007        | Sex and Breakfast                        | Heather            |                 |
| 2005        | Havoc                                    | Sasha              |                 |
| 2005        | Pizza                                    | Emily              |                 |
| 2005        | Flores Partidas                          | Lolita             |                 |
| 2005        | People - Histórias de Nova York          | Angie              | Cenas deletadas |
| 2005        | Stone Cold                               | Candace Pennington | Para TV         |
| 2005        | Strangers with Candy                     | Melissa            |                 |
| 2004        | She's Too Young                          | Hannah Vogul       | Para TV         |
| 2003        | Crimes em Wonderland                     | Namorada de Gopher | Cenas deletadas |
| 2003        | Rhinoceros Eyes                          |                    |                 |
| 2003        | Bringing Rain                            | Lysee Key          |                 |
| 2003        | Mimic: Sentinel                          | Rosy Montrose      |                 |
| 2003        | Season of Youth                          |                    |                 |
| Televisão   |                                          |                    |                 |
| Ano         | Título                                   | Papel              | Notas           |
| 2009        | Entourage                                | Ashley             | 8 episódios     |
| 2007        | One Life to Live                         |                    | 1 episódio      |
| 2006 / 2005 | Invasion                                 | Kira Underlay      | 21 episódios    |
| 2005        | Joan of Arcadia                          | Bonnie             | 2 episódios     |
| 2003        | Law & Order                              | Lena Parkova       | 1 episódio      |
| 2003        | Law & Order: Special Victims Unit        | Mia Van Wagner     | 1 episódio      |
| 2002        | Witchblade                               | Bola               | 1 episódio      |